# Pogodynka
Pogodynka – kolumna meteorologiczna we Wrocławiu przy ulicy Świdnickiej, po jej wschodniej stronie, na jej przecięciu z Promenadą Staromiejską, w pobliżu budynku dawnego Odwachu; wzniesiona w latach 80. XIX wieku. Jej lokalizacja w miejscu przecięcia głównej ulicy handlowej oraz staromiejskiego parku i forma małej architektury, odzwierciedlała XIX wieczne kompozycje uzdrowiskowe. Budowla poddana została gruntownej konserwacji w latach 1984–1985.

## Architektura

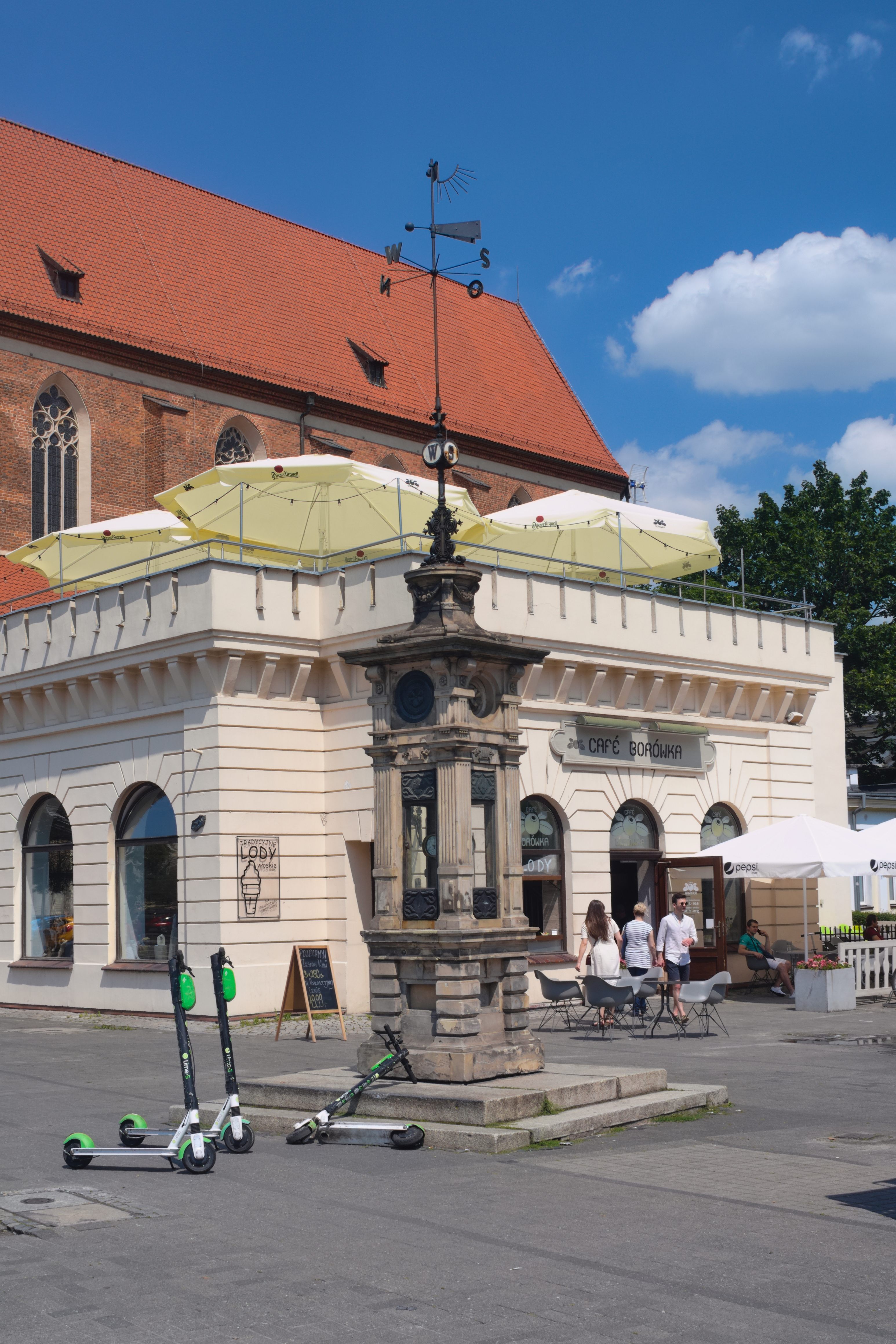
Widok z południowego zachodu (2020)

Obiekt ma kształt wieżyczki z piaskowca o formie klasycystycznej w planie kwadratu umieszczonej na niewielkim podwyższeniu. Wieżyczka zawiera przeszkloną przestrzeń wewnętrzną, w której umieszczano przyrządy pomiarowe – meteorologiczne. Nad tą przestrzenią znajdował się zegar. Całość zwieńczona została masztem, na którym zamontowano wiatromierz typu Wilda. Na wieżyczce zamontowano również barometr umożliwiający odczyt aktualnego ciśnienia atmosferycznego oraz termometr podający aktualną temperaturę otoczenia.